# Manoir du Laz
Le manoir du Laz est situé dans le département du Finistère, sur la commune d'Arzano. Il fait l’objet d’une inscription au titre des monuments historiques depuis le 19 janvier 2006. Connu aussi sous le nom de château de Kerigomarc'h, il est édifié à l’emplacement d'un ancien manoir de la famille Bizien.

## Historique
Le manoir de Kerigomarc'h appartient en 1426 à la famille Bizien dont la présence est attestée à Arzano dès le XIIIe siècle et dont c'est le berceau familial.
Le bâtiment actuel a probablement été construit pour Jean Bizien au début du XVIe siècle. Ses armoiries figurent au-dessus de la porte d'entrée, une clé de voûte de la cage d'escalier. On les retrouve aussi associées à d'autres armoiries, peut-être Kerouallan, sur le linteau de la cheminée de la pièce ouest du rez-de-chaussée. L'édifice portent les traces de remaniements et de repentirs.
En 1610, le domaine comprend une métairie au nord et un moulin à eau au sud. À la faveur d'une alliance, il passe à la famille de Laage dont le patronyme, déformé ultérieurement en Laz, remplace l'ancien toponyme qui demeure néanmoins en usage pour l´ancienne métairie.
Au XVIIe siècle, on effectue des modifications secondaires tel que l'agrandissement et couronnement des baies ouest des grandes salles et de la lucarne ouest, cloison du rez-de-chaussée. Une pierre de la façade sud porte la date de 1760, époque où la famille de Rosily en est propriétaire.
À la Révolution, le domaine est vendu comme bien national, puis acheté en 1812 par Benjamin Brizoal de Guilligomarc'h.
Des lambris de style néogothique, œuvre du menuisier Pigueller d'Arzano, sont mis en place dans la salle ouest du rez-de-chaussée au milieu du XIXe siècle.
Entrepris au début du XXe siècle par la famille Guyonvarc'h, descendants des Brizoal, des travaux d´agrandissement, non achevés, affectent la partie est de l'édifice : réfection de la lucarne, modification des parties hautes de l´ancien appentis par la mise en place d'un toit en terrasse, rehaussement de l'ancien corps de latrines et mise en place d'un toit en pavillon, couronnement en forme de balustres de l'échauguette d´angle et ré-haussement des cheminées. La chapelle située à l'est et dont l'emprise figure encore sur le cadastre de 1811, disparait. Les communs ferment la cour à l'ouest. La traverse du puits porte la date de 1818 et la manivelle, en fer forgé, les initiales « BB » qui sont sans doute celles de Benjamin Brizoal.

## Description
À noter le voûtement mis en œuvre au niveau des paliers de la grande vis.